# Diesdelle
Diesdelle (Frans: Vivier d'Oie) is een wijk in de Belgische gemeente Ukkel in het Brussels Hoofdstedelijk Gewest. Het is een residentiële wijk centraal in het zuidoosten van de gemeente, nabij de rand van het Zoniënwoud. In de wijk wonen gemiddeld de hoogste inkomens van heel het gewest. De wijk loopt naar het zuiden toe over in de Vlaams-Brabantse faciliteitengemeente Sint-Genesius-Rode.

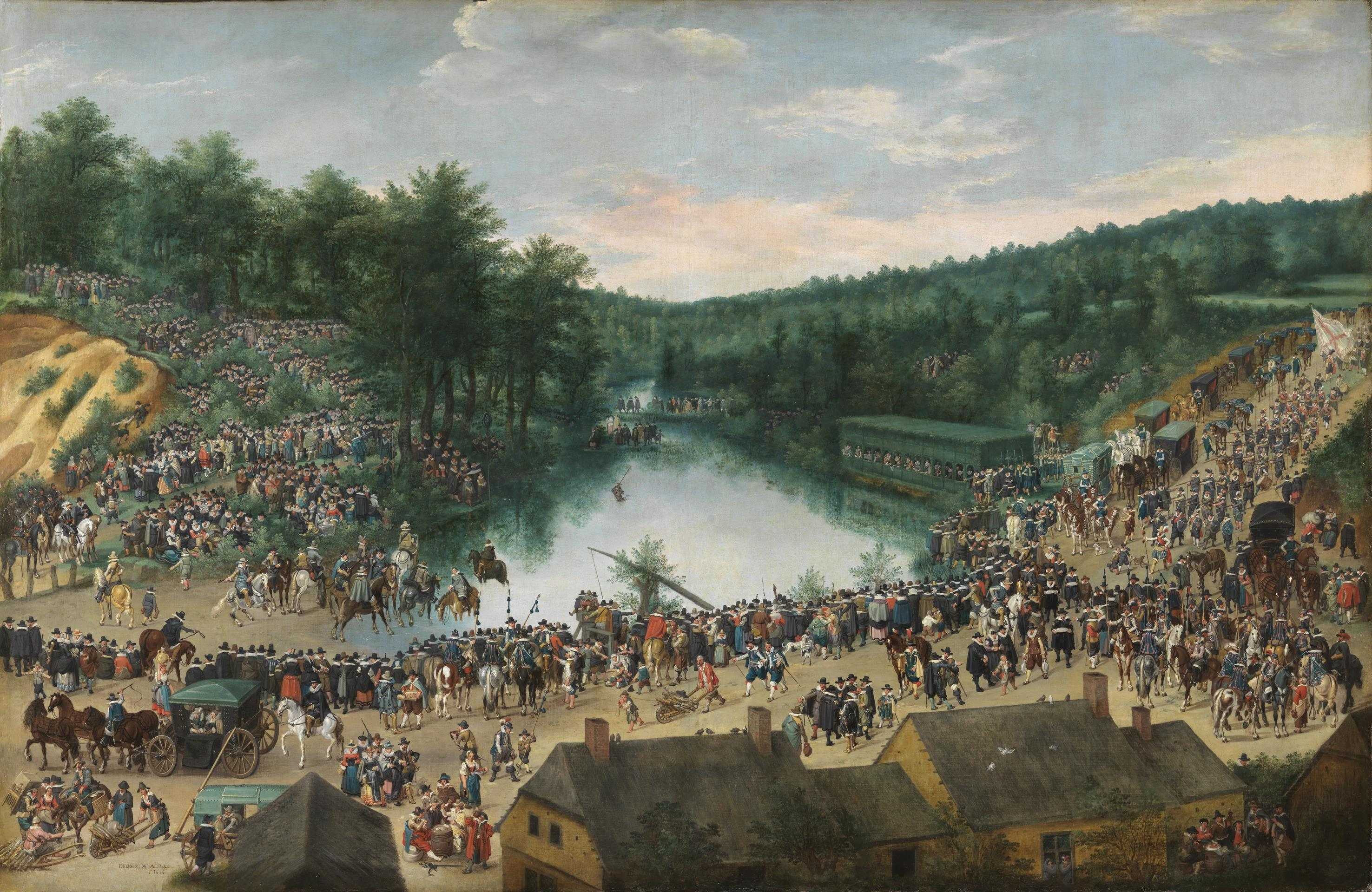
Feest in Diesdelle in aanwezigheid van de aartshertogen Albrecht en Isabella (Denijs van Alsloot, ca. 1615)

## Geschiedenis
De naam dook reeds op in de 14de eeuw als Dieversdelle, wat zou verwijzen naar de vallei (delle) van een stroom, namelijk de Geleytsbeek. Dit werd verkeerdelijk opgevat als Die-vijver, wat aanleiding gaf tot de Franse naam Vivier d'Oie, letterlijk Ganzenvijver. De plaats lag in de baronie van Carloo. Op de Ferrariskaart uit de jaren 1770 staat de plaats aangeduid als het gehucht Vivier d'Oye, gelegen langs de steenweg van Brussel richting Waterloo. Ten westen lag Carloo, ten noorden het gehucht Groene Jager.

## Bezienswaardigheden
- Het beschermde Stade du Vivier d'Oie werd in 1902 gebouwd voor de toenmalig topvoetbalclub Racing Club de Bruxelles, die er tot na de Tweede Wereldoorlog speelde.

## Verkeer en vervoer
Langs de wijk loopt de Waterloosesteenweg (N5), een zuidelijke uitvalsweg uit de stad Brussel. Ten noorden van de wijk bevindt zich ook het Station Diesdelle langs spoorlijn 26.
Bascule · Brugmann · Carloo/Sint-Job · Churchill · De Kat · Diesdelle · Dieweg · Engeland · Fort Jaco · Globe · Groene Jager · Groeselenberg · Homborch · Horzel · Kauwberg · Kalevoet · Keienbempt · Kriekenput · Neerstalle · Langeveld · Merlo · Moensberg · Stalle · Verrewinkel · Vossegat · Wolvenberg · Wolvendaal · Zeecrabbe